# (13389) Stacey
(13389) Stacey (1999 AG24) – planetoida z pasa głównego asteroid okrążająca Słońce w ciągu 5,53 lat w średniej odległości 3,13 j.a. Odkryta 10 stycznia 1999 roku.